# 「ハングル」能力検定試験
「ハングル」能力検定試験（ハングルのうりょくけんていしけん）は、特定非営利活動法人ハングル能力検定協会が開発・実施する試験であり、日本語母語話者を対象とする韓国・朝鮮語の試験。略称は「ハン検」

## 歴史
ハングル能力検定協会は1992年10月9日、在日韓国・朝鮮人有志によりハングルの日に合わせて設立され、第1回目のハングル能力検定試験は1993年6月27日に実施された。現理事長は鄭聖華（3代目理事長）である。
発足当初は1級から4級が実施され、実施場所は東京・大阪・福岡の三か所であり、計2,010名が受験した。外国人のための韓国・朝鮮語の試験は韓国でも開発されておらず、ハングル能力検定試験は世界で最初の韓国・朝鮮語の試験である。その後、1995年、第5回検定試験で準2級と5級が、2002年、第18回ではさらに準1級が追加される。また、2002年には試験内容が改定された。2006年にも改定がなされ、特にコミュニケーション能力を重視する問題が出題されるようになった。2022年、創立30周年の年にIBT試験(※オンライン)形式の入門級が新設された。入門級の範囲は公式HPで公開されている。
日本国内では一番認知度が高く、大学では有資格者が単位免除の対象になったり企業での評価基準として、また東京都や各都道府県が通訳士の基準として認めている資格である。

## 特徴
ハングル能力検定試験の特徴として、第一に日本語母語話者のための韓国・朝鮮語【ここでいう韓国語とは1948年以降の現代韓国語/朝鮮語とは建国以前より朝鮮半島で使われてきた言語のこと】の試験であることが挙げられる。そのため、問題に日本語とハングル、双方向の翻訳が含まれていることが、韓国語能力試験やKLPTなど他のハングル関連試験と大きく異なる。さらに、日本の近代史の流れを受け、韓国・北朝鮮の両方の正書法を認めている点が大きい。試験では回答する際、どちらかに統一する必要がある。ただ、北朝鮮の正書法で書かれた書籍や新聞・雑誌などを日本で目にする機会は少なく、上級の北朝鮮の正書法で書かれた長文問題などはその学習が難しい点がある。それを考慮してか、現在、北の文献は上級筆記試験60問中の1問のみである。また、1級には面接試験が課せられる。

## 試検要綱
- 実施回数：年2回　6月、11月
- 受験料：

　1級 10,000円

　2級 6,800円

　準2級 5,800円

　3級 4,800円

　4級 3,700円

　5級 3,200円

- 試験時間：

　3,4,5級 90分

　2,準2級 120分

　1級 120分（＋面接試験）

- 成績評価：100点満点（1,2,準2級：70点以上、3,4,5級：60点以上合格）
- 評価基準：

| 等級  | 評価基準 |
| ----- | --- |
| 1級   | - 超上級の段階。 - 一般社会での常識内の内容であれば、新聞の社説など内容的に高度なもの、抽象的な話題のものはもちろん、職業上の業務遂行に関連する話題などについても取り扱うことができる。 - 相手ばかりではなく、場面や状況までを考慮した上で、的確に意図の実現ができ、報告書やエッセイなど、ほとんどのジャンルを考慮したスタイルの選択も可能である。 - 要約や推論、論証や議論など、高度なレベルが要求される情報処理を、韓国・朝鮮語を用いて行うことができる。 - 類推の力を働かせて、知らない単語の意味を大体把握できる上、南北の言葉の違いや頻度の高い方言なども理解することができる。連語や慣用句、四字熟語やことわざについても豊富な知識と運用力を持ち合わせており、豊かな表現が可能である。 |
| 2級   | - 上級の段階。 - 話題の抽象度を問わず、社会的常識の範囲内にある話題については基本的に理解でき、取り扱い説明書や契約書、請求書や見積書、広告やパンフレットなど実用的な文章、新聞記事などを読んで、その意味を具体的に把握することができる。 - 単語や言い回し、イントネーションなどの選択に現れる、話し手の感情（ニュアンス）も大体理解することができる。 - 年齢的、社会的に自分より上の対象に対して失礼のないように表現を選び、適切に意図を実現できる。また、出された料理についてクレームを言ったり、お金を貸してもらえるよう依頼したり、借りていたものを紛失したことについてお詫びを言うなど、用件的に複雑な内容についても適切に表現を選択し意図を実現することができる。 - 公式な場面と非公式な場面の区別に即して適切な表現の選択が可能である。 - 連語、慣用句はもちろん、ことわざや頻度の高い四字熟語についても理解し、使用できる。 - 南北の言葉の違いなどもある程度理解することができる。                                                |
| 準2級 | - 中級後半の段階。60分授業を240～300時間受講した程度。 - 頻繁に用いられる単語や文型については基本的にマスターしており、内容が比較的平易なものであれば、手紙やメール、日記などの長い文やまとまりを持った文章の意味を正確に理解でき、また日常生活で多く接する簡単な広告などについてもその情報を把握することができる。 - 相手を意識した表現の選択、取り分け親しい相手に対して適切な表現を用いてコミュニケーションを図ることができる上、意図の実現において、例えば依頼をする場合には、「읽으세요, 읽어 주세요, 읽어 주시겠어요?, 읽어 주실 수 있으세요? 읽어 주시면 좋겠는데요, 읽어 주셨으면 하는데요, 읽어 주실 수 없을까(*가) 싶어서요」のような表現を使えるなど、コミュニケーションの目的を実現するための様々な表現手段や方法を用いることができる。 - 出題範囲内のあらゆる単語や文型を、正書法(綴り)の規則に則って正しく書き表すことができる。 - 数多くの慣用句に加えて、比較的容易なことわざなどについても理解し、使用することができる。 |
| 3級   | - 中級前半の段階。60分授業を160時間受講した程度。 - 私的で身近な話題ばかりではなく、親しみのある社会的出来事についても話題にできる。事実について正確に伝えることができる上、初対面の相手やさほど親しくない相手に対して、依頼や誘いはもちろん、指示・命令、依頼や誘いの受諾や拒否、許可の授受など、様々な意図を大体で実現することができる。 - 決まり文句以外の表現を用いて挨拶を行うことができる。単語の範囲にとどまらず、連語など組合せとして用いられる表現や、使用頻度の高い慣用句、ことわざなども理解し、使用することが可能である。 - 日記や手紙など比較的長い文やまとまりを持った文章を読んだり聞いたりして、その大意をつかむことができ、テクストの中で用いられる接続表現や指示語の意味を正確に解釈したり、それらを正しく用いることができる。 |
| 4級   | - 初級後半の段階。60分授業を80時間受講した程度。 - 比較的使用頻度の高い約950語の単語や文型を用いて作られた文を、読んだり聞いたりすることができる。 - 決まり文句を用いて様々な場面で挨拶ができ、事実を伝え合うことができるだけでなく、レストランでの注文や簡単な買い物をする際の「定型化された」依頼や簡単な誘いなどを行うことができる。 - 自分の力で辞書を引き、知らない語の意味をある程度把握することができる上、頻繁に用いられる単語の組み合わせ(連語)についても一定の知識を持ち合わせている。 - 短い文を読み、何について述べられたものなのかをつかむことができ、メモ書きや領収書などの実用的な文や、切符や映画のチケットなどを見て必要な情報を得ることができる。 |
| 5級   | - 初級前半の段階。60分授業を40時間受講した程度。 - 韓国・朝鮮語を習い始めた初歩の段階。ハングルの母音と子音を正確に区別でき、約450語の単語や限られた文型を用いて作られた文を、読んだり聞いたりすることができる。 - 決まり文句としての挨拶や簡単な質問ができ、またそういった質問に答えることができる。 - 自分自身や家族の名前、特徴や好き嫌いなどの私的な話題、日課や予定、食べ物などの身近なこと(事実)について伝え合うことができる。 |